# Schlacht um Königsberg
Die Schlacht um Königsberg war eine militärische Operation während der Schlacht um Ostpreußen. Vom 6. April bis 9. April 1945 führten die Truppen der 3. Weißrussischen Front mit Unterstützung der Baltischen Flotte die Angriffsoperation durch, welche mit der Eroberung der ostpreußischen Hauptstadt Königsberg abgeschlossen wurde.

## Vorgeschichte
Königsberg blieb vom Zweiten Weltkrieg lange verschont, bis sie durch die Luftangriffe auf Königsberg in den Nächten vom 26. zum 27. August 1944 sowie vom 29. zum 30. August 1944 von britischen Bomberverbänden stark zerstört wurde. Über 130.000 Einwohner wurden dabei obdachlos. Ende Januar 1945 war Königsberg von sowjetischen Truppen großteils umschlossen worden, die Landverbindung über das Samland (heute Russland) zum Hafen Pillau (heute Baltijsk) war noch offen, ebenso ein Korridor zu der im Raum Natangen (heute zu beiden Seiten der russisch-polnischen Grenze) und Ermland (heute in Polen) zusammengedrängten 4. Armee. Vor Beginn der Schlacht um Königsberg im April 1945 befanden sich noch 130.000 Zivilisten in der Stadt.

## Beidseitiger Aufmarsch
Die Angaben zur deutschen Truppenstärke weichen je nach deutscher oder sowjetischer Darstellung erheblich voneinander ab. Nach deutscher Einschätzung verfügte der Festungskommandant General Otto Lasch (Befehlshaber im Wehrkreis I) zur Verteidigung der Stadt über vier Divisionen, sieben Volkssturm-Bataillone und einige Alarmeinheiten. Die Gesamtbesatzung zählte Anfang April 47.800 Mann mit einer Kampfstärke von 28.617 Mann, zu denen 5.000 Volkssturmangehörige stießen. Hinzu kamen 224 Geschütze, 160 schwere Pak und 16 Sturmgeschütze.
Die an den Kämpfen beteiligte sowjetische 11. Gardearmee gibt in ihrem Kriegstagebuch eine Stärke von ca. 100.000 Mann unterschiedlichster Truppenteile an.
Die nördliche Festungsfront verteidigte die 367. Infanterie-Division sowie die 561. und 548. Volksgrenadier-Division. Am südlichen Abschnitt hielten die Polizeigruppe Schubert, die 69. und 61. Infanterie-Division. Alle Truppen waren von den vorangegangenen Kämpfen bereits abgekämpft und wurden durch Einheiten des Volkssturms verstärkt.
Nach der völligen Zerschlagung der deutschen Truppen im südlich anschließenden Kessel von Heiligenbeil, welche Ende März abgeschlossen war, zog Marschall Alexander Wassilewski seine Kerntruppen zur Eroberung von Königsberg zusammen. Für die Eroberung der Stadt, die sich bereits drei Monate gehalten hatte, wurde ein Drittel der gesamten sowjetischen Luftwaffe zusammengezogen. Am Hauptangriff nahmen 3 Armeen mit einer Stärke von 106.000 Mann teil, wobei die Truppenteile am östlichen Abschnitt (69. Schützenkorps) in der Defensive verblieben.
Nördlicher Abschnitt
Den Hauptangriff gegen die nordwestliche Festungsfront der Stadt führte die 43. Armee unter Generalleutnant Afanassi Beloborodow.
- Den rechten Flügel bildete das 90. Schützenkorps (Generalleutnant Sedulin) mit der 26. und 70. Schützendivision
- In der Mitte wurde das 13. Garde-Schützenkorps (General Lopatin) mit der 33. und 87. Garde-Schützendivision sowie das 54. Schützenkorps (Generalleutnant Alexander Ksenofontow) mit der 126., 235. und 263. Schützendivision angesetzt.
- Am linken Flügel des nördlichen Abschnittes deckten 6 Schützendivisionen (81. und 124. Schützenkorps) der 50. Armee unter Generalleutnant Oserow den Generalangriff ab.

Südlicher Abschnitt
Gegen die südliche Angriffsfront wurde die 11. Gardearmee unter Generaloberst Kusma Galitzki angesetzt.
- Am linken Flügel der Südfront sollte das 36. Garde-Schützenkorps unter Generalmajor Koschewoi den Stoß mit der 16., 18. und 84. Garde-Schützendivision nordwärts zum Pregel führen.
- In der Mitte hatte das 16. Garde-Schützenkorps unter Generalleutnant Stepan Gurjew mit der 1., 11. und 31. Garde-Schützendivision den Hauptstoß durch den südlichen Stadtteil Ponarth gleichfalls zum Pregel anzusetzen.
- Schließlich hatte rechts das 8. Garde-Schützenkorps unter Generalleutnant Michail Sawadowski mit der 5., 26. und 83. Garde-Schützendivision den Durchbruch ins Stadtzentrum zu erreichen.

## 6. bis 9. April 1945

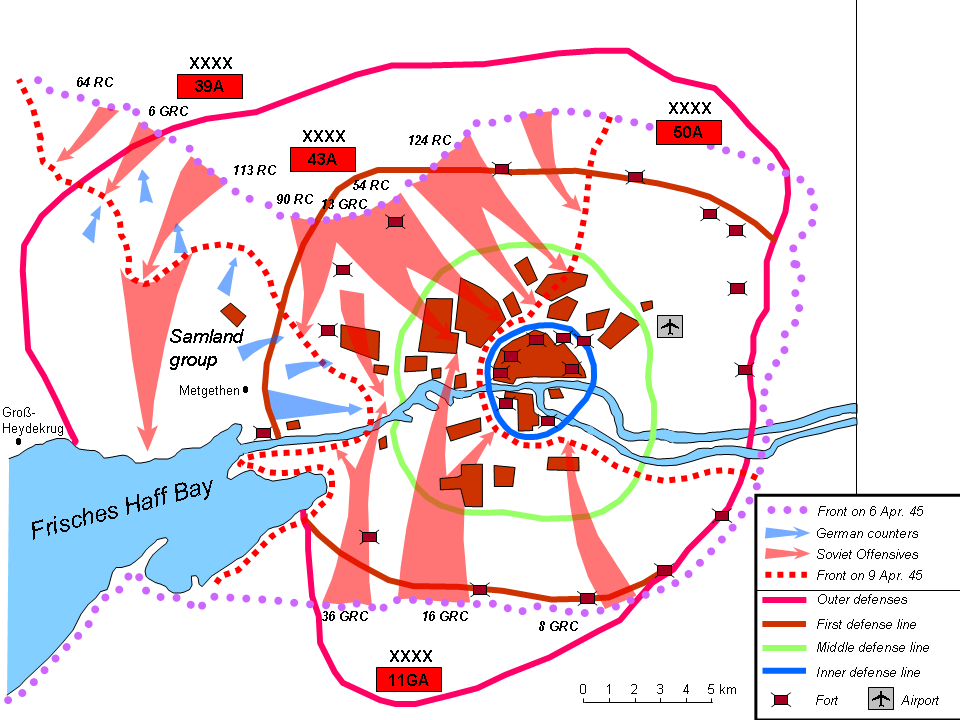
Die Schlacht um Königsberg

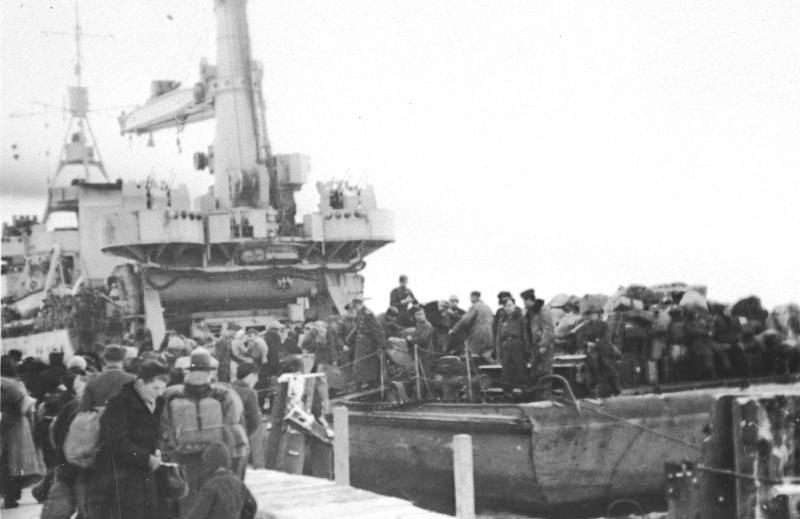
Deutsche Zivilisten flüchten aus dem eingeschlossenen Königsberg an Bord des Schiffes Hans Albrecht Wedel

Das Frühlingswetter mit wolkenlosem Himmel hielt an und gestattete den Sowjets, ihren Generalangriff am 6. April einzuleiten. Am Abend des ersten Angrifftages gelang es der in Samland eingesetzten sowjetischen 39. Armee (Generalleutnant Ljudnikow), die Eisenbahnlinie Königsberg-Pillau (siehe Samlandbahn) zu unterbrechen, wie schon zwei Monate zuvor. Die sowjetische 43. Armee drang zuerst in die Stadt ein. Nach zwei Tagen schwerer Kämpfe wurde die Garnison der Stadt vom Samland abgeschnitten. General Lasch beantragte, die 5. Panzer-Division von Westen her einzusetzen. Nach zuerst erfolgter Zusage wurde sie am nächsten Tag wieder zurückgenommen. Auf der Lagekarte war zu erkennen, dass Königsberg von der Straße nach Pillau abgeriegelt werden sollte.
Lasch beantragte bei General Friedrich-Wilhelm Müller die Genehmigung zum Ausbruch der Stadtbesatzung nach Westen, wobei die Zivilbevölkerung mitgenommen werden sollte. Aber das Armeeoberkommando in Pillau lehnte in schärfster Form ab, obwohl es der Stadt weder Entsatz senden noch einen Entlastungsangriff unternehmen konnte.
Die eingeschlossenen deutschen Verbände lehnten am 8. April erneut die von der Sowjetunion angebotene Kapitulation der Stadt ab. Stoßtrupps stellten Verbindung zur 561. Volksgrenadier-Division her. Diese griff von Westen mit Teilen der 5. Panzer-Division an. Zwischen den Relaisketten der Stoßtrupps musste die Zivilbevölkerung durchgeschleust werden.
General Lasch wurde von Parteifunktionären informiert, dass der Bevölkerung befohlen werden sollte, sich zum Ausbruch eine halbe Stunde nach Mitternacht auf der Ausfallstraße nach Westen zu sammeln. Der Entsatzangriff sollte um 23 Uhr beginnen, um 4 Uhr sollte die 5. Panzer-Division gegen den Einschließungsring von außen vorstoßen. Der Angriff gelang zunächst, blieb dann jedoch stecken. Die Zivilbevölkerung marschierte auf der Ausfallstraße nach Westen, sowjetisches Artilleriefeuer sperrte die Straße, der Führer des Ausbruches, Generalmajor Erich Sudau, fiel, ebenso der Gauleiter-Stellvertreter Ferdinand Großherr. Zivilbevölkerung und Soldaten flüchteten führungslos in die Stadt zurück.
Am Morgen des 9. Aprils versuchten die deutschen Truppen, sich nach Westen durchzuschlagen. Die 43. Armee verhinderte den Ausbruch. Der Angriff der deutschen 5. Panzer-Division vom Samland aus blieb erfolglos. Nach langem Beschuss griff die sowjetische 11. Gardearmee, unterstützt von 1.500 Flugzeugen, das Stadtzentrum an und zwang schließlich die Garnison zur Kapitulation. Hitler ließ daraufhin Lasch in Abwesenheit zum Tode verurteilen. Die Zahl der gefallenen deutschen Soldaten
lässt sich heute nicht mehr eindeutig feststellen. Von deutscher Seite liegen hierzu keine offiziellen Angaben vor. Die neuere russische Forschung hat Zahlenangaben aus den Kriegstagebüchern der beteiligten
sowjetischen Einheiten ausgewertet. Demnach wurden ca. 42.000 deutsche Soldaten getötet und ca. 92.000 gefangen genommen, darunter drei Generäle. Verlässliche Zahlen zu Opfern unter der Zivilbevölkerung liegen von keiner Seite vor.

## Bilder

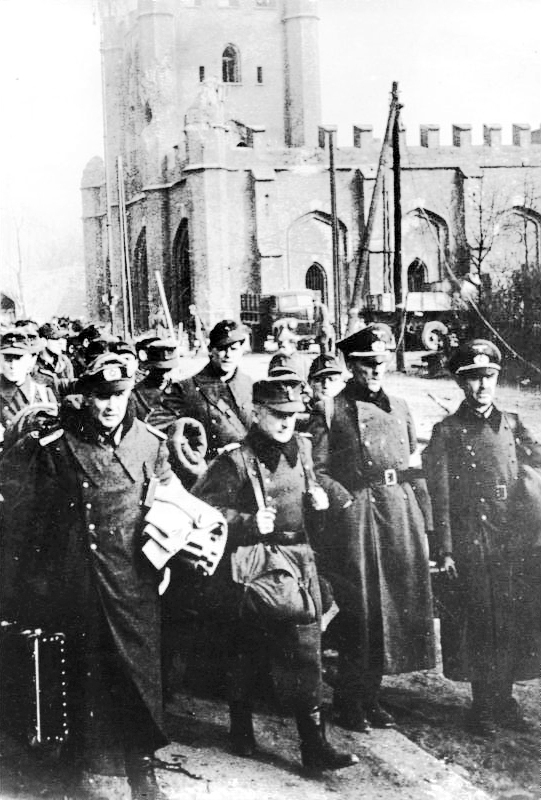
Gefangene Offiziere der deutschen Wehrmacht am Königstor von Königsberg, 12. April 1945
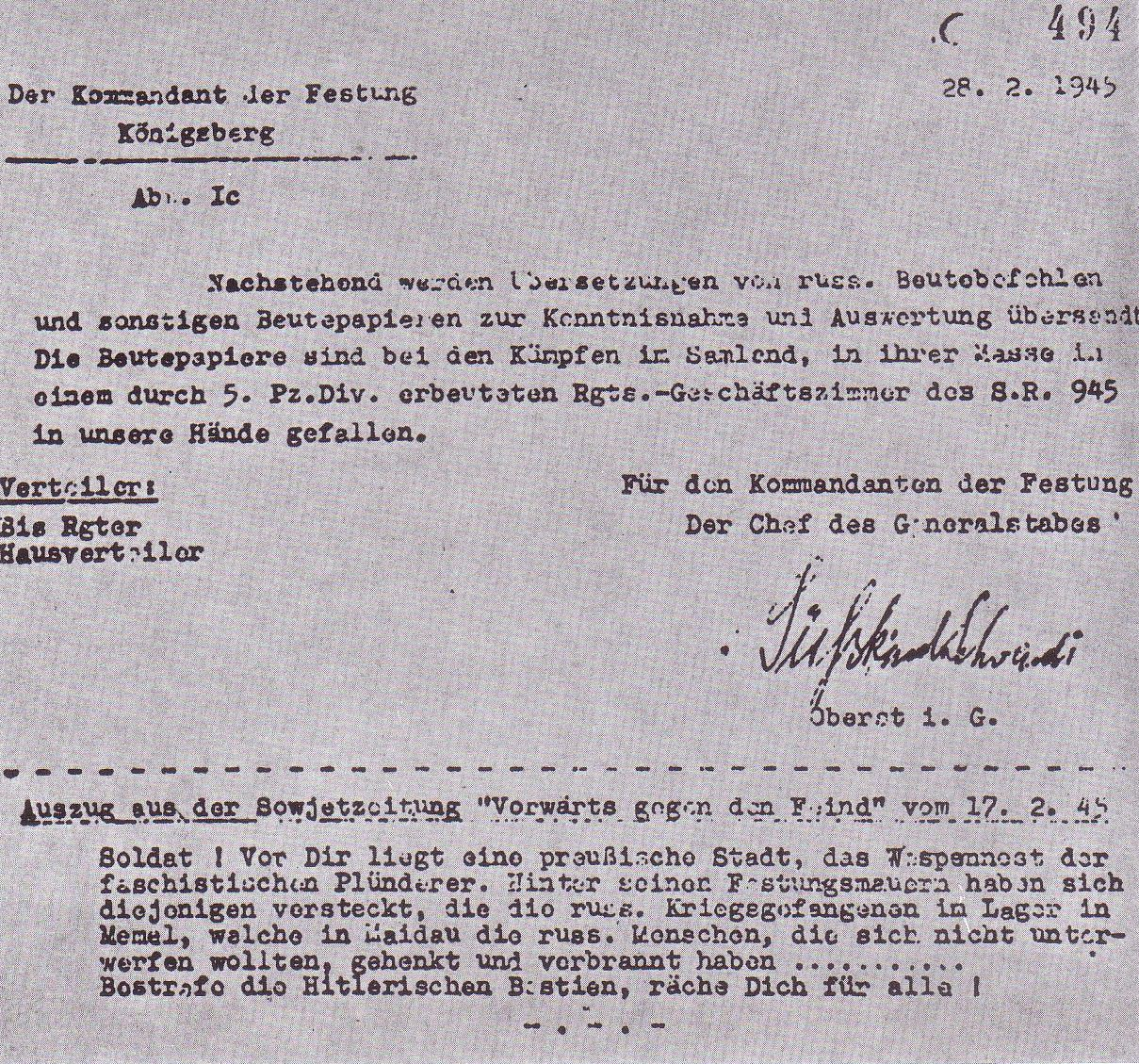
Deutsche Wiedergabe eines sowjetischen Aufrufs an die kämpfende Truppe